# Élisabeth de La Panouse
Pour les articles homonymes, voir La Panouse, Famille de La Bourdonnaye, Famille Debré et Dexia.
Élisabeth de La Panouse, épouse La Bourdonnaye puis Debré, également connue sous le surnom de Dexia, née le 8 octobre 1898 à Monnaie (Indre-et-Loire) et morte le 2 janvier 1972 à Vernou-sur-Brenne, est une résistante française.

## Biographie
Elle est une petite fille de Robert de Wendel. Elle épouse en premières noces Alphonse de La Bourdonnaye dont elle a six enfants parmi lesquels Geoffroy de La Bourdonnaye (1921-1945).
Divorcée avant la guerre, elle participe sous le nom de guerre de Dexia, avec Robert Debré, pédiatre de ses enfants, au Réseau du musée de l'Homme.
Incarcérée à la prison du Cherche-Midi, elle est condamnée à 6 mois de détention.
Après la guerre, elle épouse en secondes noces Robert Debré, le 11 juillet 1956.

## Distinction
- Médaille de la Résistance française (décret du 24 avril 1946)[2]